# Korean Air KUS-FS
El Korean Air KUS-FS (Korean Unmanned System–Flight Strategic) es un vehículo aéreo no tripulado de altitud media y gran autonomía (MALE UAV) desarrollado por la Agencia para el Desarrollo de la Defensa (ADD) y Korean Air en marzo de 2022. Desarrollado para el sistema UAV Grupo 5 de la Fuerza Aérea de la República de Corea. Anteriormente conocido como MUAV (UAV de altitud media), el KUS-FS pertenece a la misma clase que el UAV General Atomics MQ-9 Reaper construido en Estados Unidos.